# Mount Luders
Mount Luders ist ein markanter Berg im ostantarktischen Enderbyland. Er ragt 13 km südwestlich des Cyclops Peak in den Dismal Mountains auf. 
Luftaufnahmen im Rahmen der Australian National Antarctic Research Expeditions aus dem Jahr 1959 dienten seiner Kartierung. Das Antarctic Names Committee of Australia benannte ihn nach David John Luders (* 1943), Leiter der Casey-Station im Jahr 1972 und der Mawson-Station im Jahr 1974.